# Junaszków
Junaszków (ukr.  Юнашків) – wieś na Ukrainie, w obwodzie iwanofrankiwskim, w rejonie rohatyńskim.